# Homo Sovieticus

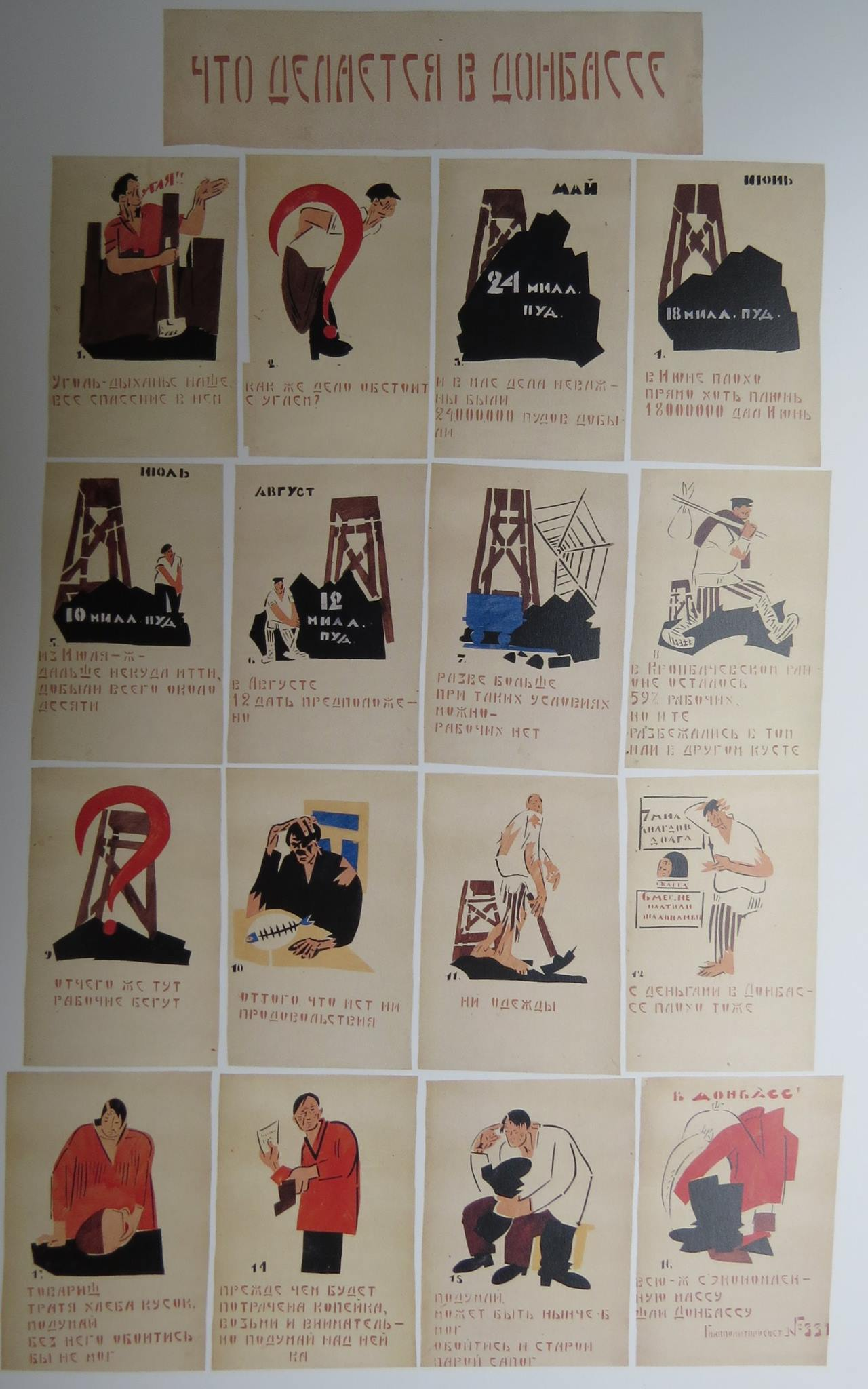
Главполитпросвет № 331 (Glavpolitprosvet 331)

Homo Sovieticus (tiếng Latinh nghĩa là "người Xô Viết") là một từ mang tính châm biếm và chỉ trích để nói đến những "tuân thủ viên" tại Liên Xô cũng như Khối Đông Âu. Thuật ngữ này được phổ biến bởi nhà xã hội học Liên Xô Aleksandr Zinovyev, người đã viết quyển sách tên Homo Sovieticus. Trong tiếng Nga có một từ lóng ý nghĩa tương tự là sovok (совок, số nhiều: sovki, совки), cũng xuất phát từ từ "Xô Viết", nghĩa đen là cái xẻng. Michel Heller cho rằng thuật ngữ này được sáng tạo trong phần giới thiệu của chuyên đề năm 1974 "Sovetskye lyudi" ("người Xô Viết") để mô tả "mức tiến hóa" tiếp theo của nhân loại nhờ sự thành công của sự thử nghiệm xã hội Mác xít.. Homo Sovieticus được phát hành năm 1981, nhưng đã hiện diện từ thập niên 1970 nhờ samizdat. Tác giả Zinovyev là người nghĩ ra tên rút gọn homosos (гомосос).